# Heterorachis disconotata
Heterorachis disconotata är en fjärilsart som beskrevs av Louis Beethoven Prout 1916. Heterorachis disconotata ingår i släktet Heterorachis och familjen mätare. Inga underarter finns listade i Catalogue of Life.